# درگیری مرزی چین و شوروی
درگیری مرزی چین و شوروی یک درگیری نظامی هفت‌ماههٔ بدون اعلان جنگ بین اتحاد جماهیر شوروی سوسیالیستی و جمهوری خلق چین در سال ۱۹۶۹ و اوج شکاف چینی-شوروی بود. با این که درگیری نظامی در همان سال پایان یافت اختلافات بین دو کشور تا معاهده مرزی چین و شوروی در سال ۱۹۹۱ حل نشد.
جدی‌ترین درگیری—که این دو کشور کمونیست را تا مرز جنگ پیش برد—در مارس ۱۹۶۹ در نزدیکی جزیره ژنبائو بر روی رود یوسوری رخ داد و به همین علت مورخان چینی معمولاً ازین درگیری با عنوان حادثهٔ جزیرهٔ ژنبائو نام می‌برند.

## پیش زمینه
منتهی‌الیه شرق آسیا در قرون قبلی هم شاهد دعواهای دو همسایه بزرگ بود. در اواخر قرن ۱۷، یرماک تیموفیویچ و قزاق‌های ماجراجویش که ایوان مخوف فرستاده بود، با غلبه بر خانات سیبری به مرزهای امپراتوری چینگ نزدیک شدند. این شروع دعوایی بود که ۴۰ سال طول کشید و سرانجام با پیروزی چینگ تمام شد. با زوال قدرت چینگ، روس‌ها به آسانی در نیمه دوم قرن ۱۹، آمور و ساحل شرقی اوسوری را گرفتند و بدین سان اساس مهم‌ترین بندرشان در شرق، ولادی‌وستوک نهاده شد. یک قرن بعد همین‌جا محل دعوای دو نظام بزرگ کمونیستی شد، نظام‌هایی که پیشتر متحدان اساسی یکدیگر بودند.

## شرح درگیری
تحرکات بزرگ نظامی از نیمه دهه ۱۹۶۰ شروع شده بود. ارتش سرخ در هراس از اقدامات مشکوک چین در آغاز سال ۱۹۶۹، ۲۲ لشکر که عمدتاً لشکرهای پیاده و توپخانه بودند در طول مرز ۲۵۰۰ کیلومتری با چین مستقر کرده بود. این تحرکات در پاسخ به تجمع ۳۴ لشکر ارتش آزادیبخش خلق چین (شامل دو لشکر دفاع مرزی، ۲۴ لشکر پیاده، ۲ لشکر زرهی و ۶ لشکر توپخانه) انجام شده بود. وضعیت بسیار شکننده می‌نمود. مرزبانان دو طرف شروع به درگیری‌های لفظی در دو طرف مرز کردند و بلندگوهای تبلیغاتی دو طرف فعال شده بودند.
جزیره دامانسکی (ژنبائو) واقع در میانه رودخانه اوسوری در روز ۲ مارس ۱۹۶۹، نقطه شروع تنشی بود که تا ۳۲ سال بعد ادامه داشت. در حالت عادی نیروهای مرزبانی شوروی در حال گشتزنی در جزیره بودند. سه دسته پیاده‌نظام آموزش دیده ارتش چین به ناگاه به صورت عجیبی از رودخانه گذشتند و وارد جزیره شدند. دسته هفت نفری تحت فرمان ستوان ایوان استرلنیکوف اولین نیرویی بود که آن‌ها را مشاهده کرد. ستوان و دسته همراهش ضمن نزدیک شدن به چینی‌ها تلاش کردند با هشدار زبانی آنان را متوقف کنند.
استرلنیکوف و همراهانش با آتش باری ناگهانی رو به رو شده و همه کشته شدند. نیروهای چینی با پشتیبانی آتش یک واحد توپخانه و دو واحد خمپاره انداز به سرعت در جزیره پخش شدند. نیروی کوچک مرزبانی روس که شامل ۳۰ سرباز بود به سرعت متلاشی شد و اعضایش به ضرب سرنیزه یا آتش دشمن به قتل رسیدند.
این نبرد کوچک هر چند ابعاد نظامی خاصی نداشت اما باعث سراسیمه شدن ارتش سرخ شد و از طرف کرملین آبروریزی تلقی شد. به سرعت واحدهای توپخانه و زرهی شامل سلاح‌هایی نوین و تا آن زمان دیده نشده به محل اعزام گردیدند. ستوان پوپوف، افسر مرزبانی، بعدها خاطراتش را چنین به یاد آورد: «شب منتهی به ۱۵ مارس، به من و افرادم دستور داده شد همراه ۴ دستگاه نفربر بی‌تی‌آر-۶۰، وارد دامانسکی شویم و اگر چینی‌ها آن جا بودند نابودشان کنیم، اگر نبودند، همان‌جا موضع دفاعی بگیریم. ساعت ۱:۳۰ نصفه شب حرکت کردیم. کلی نارنجک برداشتیم، ۴۵ نفر و ۴ تا بی‌تی‌آر-۶۰ بودیم».
ستوان پوپوف و مردانش ساعت ۵:۳۰ صبح وارد گوشه شمالی جزیره شدند و حرکت به سمت جنوب را شروع کردند. خبری از حضور افراد و ادوات چینی در جزیره نبود. افراد به دستور پوپوف پراکنده شدند و موضع گرفتند، نفربرها برای هدف قرار نگرفتن در حال حرکت ماندند. ناگهان صدای بلندگوهای چینی که به روسی هشدار خروج و شعار «مرگ بر برژنف» می‌دادند، بلند شد. ساعت ۹:۴۵ دقیقه صبح ۱۵ مارس، رگبار مسلسل روی گشتی‌های شوروی که در حال حرکت در جنوب جزیره بودند، شروع شد. گروه‌های «خط شکن» چینی با همان تاکتیک جنگ کره همراه پشتیبانی توپخانه حمله را آغاز کردند. نبرد در جزیره یک ساعت و نیم طول کشید. روس‌ها که مهماتشان در حال ته کشیدن بود، زخمی‌ها را سوار نفربرها کردند و از جزیره خارج شدند. هنوز خبری از پشتیبانی آتش ارتش سرخ نبود. بعد از ظهر بود که پروازهای شناسایی روس‌ها شروع شد. خمپاره اندازهای چینی آن طرف رودخانه را هم زیر آتش گرفتند.

یک توپ ضدتانک اس.پ. گ-۹ و یک ب.ت. اِر-۶۰ صدمه دیدند و یک سرباز دیگر شوروی کشته شد. فرماندهی منطقه ای شوروی که سرسختی چینی‌ها را شاهد بود، یک دسته از تانک‌های جدید تی-۶۲ شامل ۹ دستگاه را به صحنه نبرد اعزام کرد. این اولین باری بود که تی-۶۲ یک نبرد واقعی به خود می‌دید. دور جدید نبرد شروع شد .

شاسی چپ یکی از تی-۶۲ها هدف آتش یک نارنجک راکتی تایپ ۵۶ (کپی چینی RPG-2) قرار گرفت که به کشته شدن راننده و از کار افتادن تانک منجر شد. روس‌ها باز هم عقب کشیدند. ژنرال‌های ارتش سرخ که دریافته بودند ارتش آزادی‌بخش خلق بر خلاف تصورشان یک نیروی میلیشیایی نیست و سرانجام تصمیم نهایی را گرفتند. بعد از ظهر و شامگاه روز ۱۵ مارس ۱۹۶۹، سلاح مخوفی در ساحل رودخانه اوسوری وارد کارزار شد که تا همین امروز هم در نبردهای بسیاری از مناطق جهان کارکرد مؤثر دارد: پرتابگرهای راکت ۱۲۲ میلی‌متری ۴۰ تایی ب‌ام-۲۱ گراد. به مدت ۹ ساعت، ۱۰ هزار گلوله توپ و راکت گراد مواضع چینی‌ها را در هم کوبید.
نیروهای چینی با برجا گذاشتن صدها کشته و زخمی و روحیه ای بسیار پایین، جزیره دامانسکی و ساحل شرقی آن را تا فاصله ای خارج از برد گرادها و توپخانه شوروی ترک کردند. تنها یک افتخار نصیبشان شد: لاشه تی-۶۲ شوروی که در جزیره به جا ماند. روس‌ها توانستند جسد کشته‌هایشان را بعد از دو هفته از جزیره خارج کنند اما تلاش برای عقب کشیدن یا انهدام تانک بازمانده با آتش توپخانه چینی‌ها ناکام ماند. مدتی بعد واحدهای مهندسی چینی تانک را عقب کشیدند. تی-۶۲ مذکور هنوز هم در موزه نظامی پکن باقی مانده است.

## مرز شرقی: هیلونگجیانگ (۱۹۶۹)
سرویس مرزی شوروی شروع به گزارش تشدید فعالیت نظامی چین در منطقه در اوایل دهه ۱۹۶۰ کرد. تنش‌ها در ابتدا به کندی پیش می‌رفت، اما انقلاب فرهنگی در چین باعث شد که تنش‌ها بسیار سریع تر افزایش یابد. تعداد سربازان در دو طرف مرز چین و شوروی پس از سال ۱۹۶۴ به طرز چشمگیری افزایش یافت. از نظر نظامی، در سال ۱۹۶۱، شوروی نظامی و ۲۰۰ هواپیما در مرز داشت. در سال ۱۹۶۸، ۳۷۵۰۰۰ مرد، ۱۲۰۰ هواپیما و ۱۲۰ موشک میان برد وجود داشت. چین ۱٫۵ میلیون مرد در مرز مستقر داشت و اولین سلاح هسته ای خود را آزمایش کرده بود (آزمایش ۵۹۶ در اکتبر ۱۹۶۴، در حوضه لوپ نور). لفاظی‌های سیاسی هر دو طرف به‌طور فزاینده ای خصمانه بود.
لحظه کلیدی در تشدید تنش‌های چین و شوروی، حمله شوروی به چکسلواکی در ۲۰ تا ۲۱ اوت ۱۹۶۸ و اعلام دکترین برژنف بود که شوراها حق دارند هر حکومت کمونیستی را که از آنچه توسط کرملین تعریف شده بود، سرنگون کنند. مائو دکترین برژنف را توجیه ایدئولوژیک تهاجم شوروی به چین برای سرنگونی خود می‌دید و کمپین تبلیغاتی گسترده‌ای را برای حمله به چکسلواکی به راه انداخت، اگرچه بهار پراگ را به عنوان «تجدیدنظرطلبی» محکوم کرده بود.  در ۲۱ اوت ۱۹۶۸، رهبر رومانی، نیکولای چائوشسکو، در میدان انقلاب بخارست سخنرانی کرد که تهاجم به چکسلواکی را محکوم کرد. به‌طور گسترده‌ای در رومانی و خارج از کشور به عنوان اعلامیه مجازی استقلال از اتحاد جماهیر شوروی دیده می‌شد. رومانی شروع به دور شدن از حوزه نفوذ شوروی به سمت حوزه نفوذ چین کرد.
ژو انلای در ضیافتی که در ۲۳ اوت ۱۹۶۸ در سفارت رومانی در پکن برگزار شد، اتحاد جماهیر شوروی را به دلیل «سیاست فاشیستی، شوونیسم قدرت‌های بزرگ، خودخواهی ملی و امپریالیسم اجتماعی» محکوم کرد. او در ادامه تهاجم به چکسلواکی را با آمریکایی‌ها در جنگ ویتنام مقایسه کرد و بیشتر به سیاست‌های آدولف هیتلر در قبال چکسلواکی در سال‌های ۱۹۳۸ تا ۱۹۳۹ پرداخت. ژو سخنرانی خود را با فراخوانی به سختی پوشیده از مردم چکسلواکی به انجام جنگ چریکی علیه ارتش سرخ به پایان رساند. 
مورخ چینی لی دانهویی نوشت: «در سال ۱۹۶۸، چین مقدمات ایجاد یک جنگ کوچک در مرز را آغاز کرد.» وی خاطرنشان کرد که تا قبل از مارس ۱۹۶۹، نیروهای چینی دو بار تلاش کرده بودند تا درگیری در امتداد مرز ایجاد کنند، «اما شوروی که احساس ضعف می‌کرد، چالش چین را نپذیرفت و عقب‌نشینی کرد.» یکی دیگر از مورخان چینی، یانگ کوی سونگ، می‌نویسد: «در سال ۱۹۶۸ مقدمات قابل توجهی وجود داشت، اما روس‌ها نیامدند، بنابراین کمین برنامه‌ریزی شده موفقیت‌آمیز نبود.» 

### نبرد جزیره ژنبائو (دامانسکی)

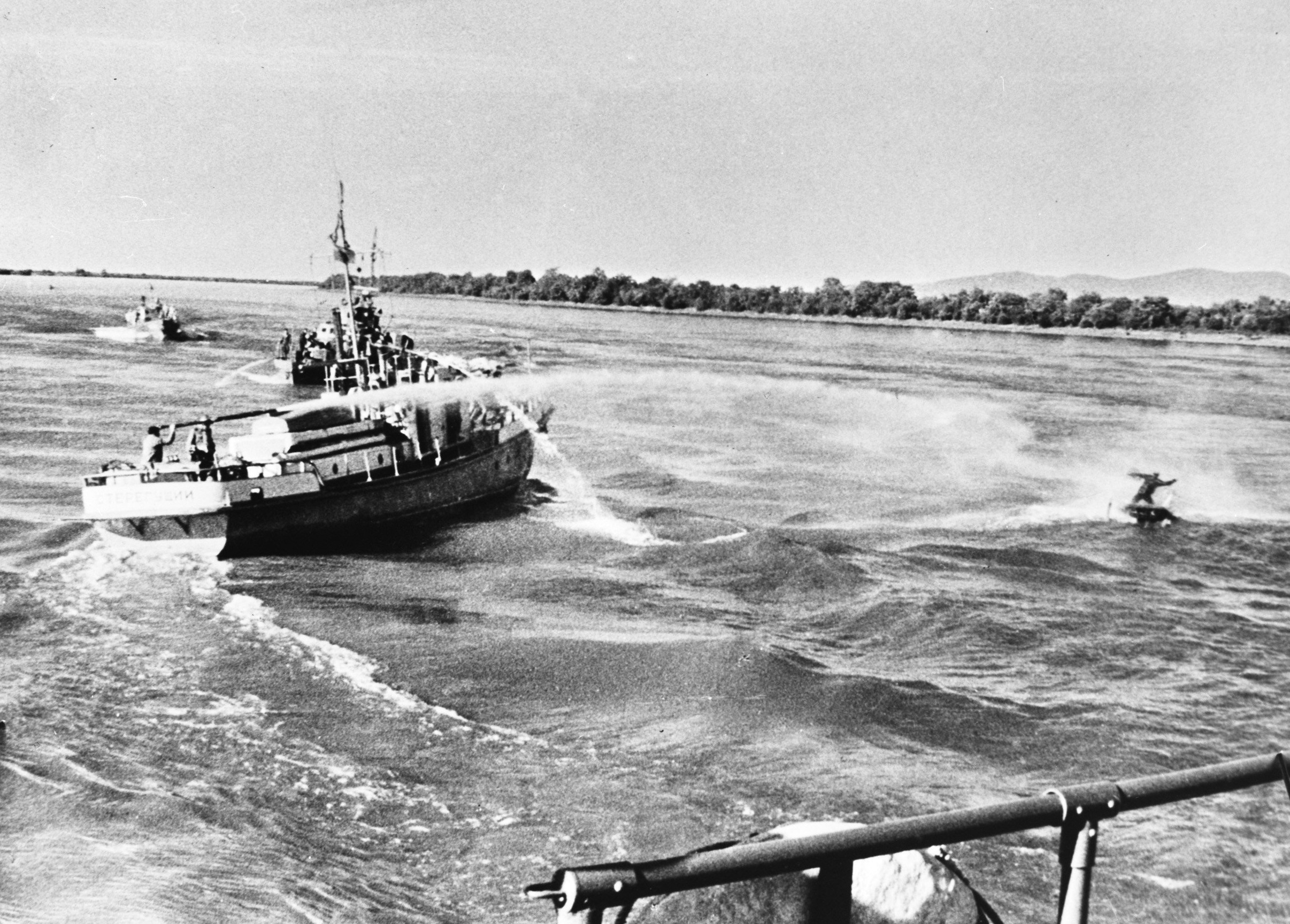
یک کشتی شوروی با استفاده از توپ آب علیه یک ماهیگیر چینی در رودخانه Ussuri، ۶ مه ۱۹۶۹

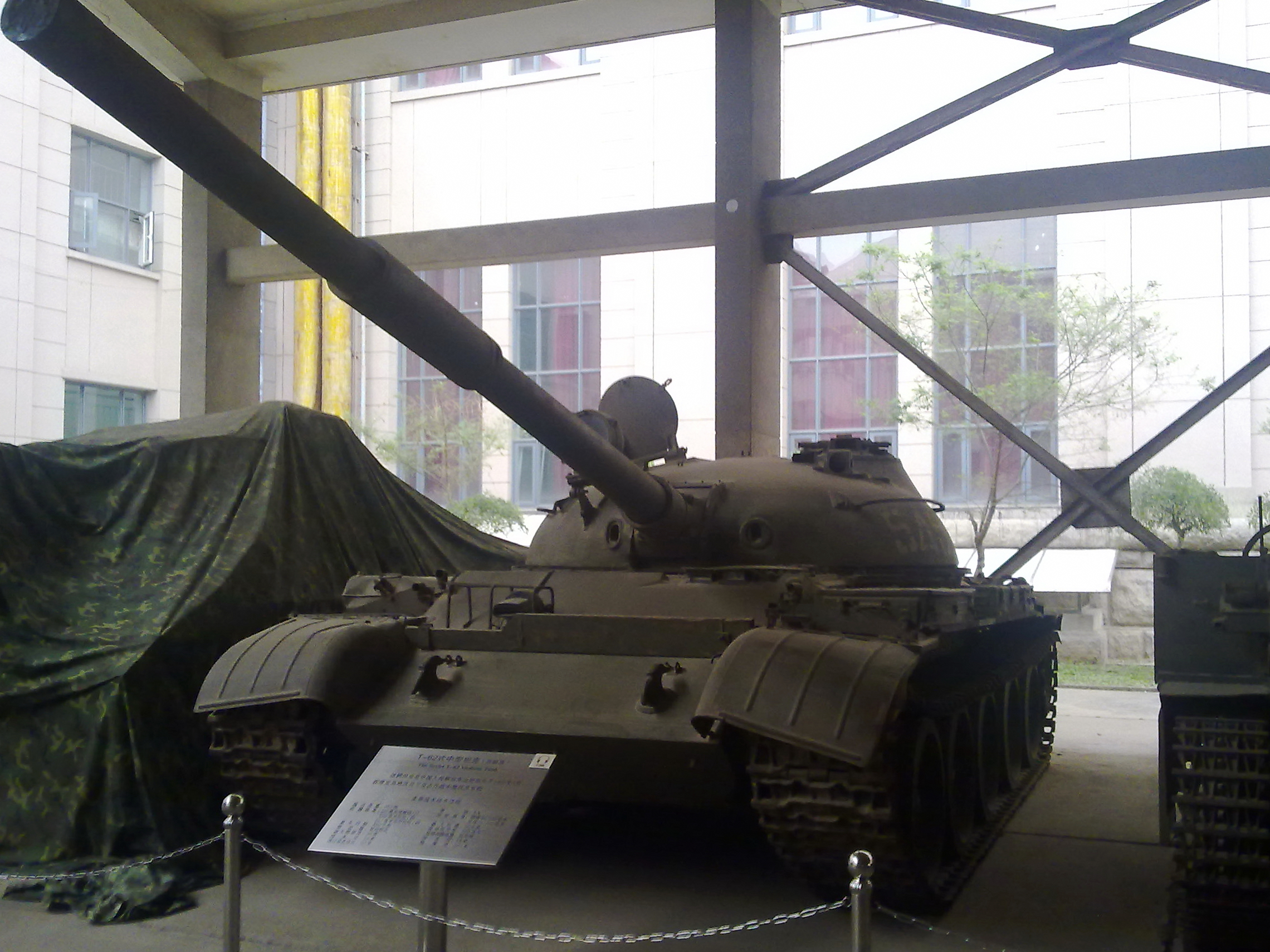
تانک T-62 شوروی که در درگیری سال ۱۹۶۹ توسط چینی‌ها دستگیر شد اکنون در موزه نظامی انقلاب خلق چین به نمایش گذاشته شده است.

در ۲ مارس ۱۹۶۹، گروهی از نیروهای ارتش آزادیبخش خلق به مرزبانان شوروی در جزیره ژنبائو کمین کردند. به گفته منابع چینی، شوروی متحمل ۵۸ کشته و زخمی شد. تلفات چینی‌ها ۲۹ کشته گزارش شده است. طبق منابع شوروی، حداقل ۲۴۸ سرباز چینی در جزیره و رودخانه یخ زده کشته شدند، و ۳۲ مرزبان شوروی کشته شدند و ۱۴ نفر زخمی شدند.
از آن زمان هر دو طرف یکدیگر را مسئول شروع درگیری می‌دانند. با این حال، یک اجماع علمی ظاهر شده است که بحران مرزی یک اقدام تجاوزکارانه از پیش طراحی شده بوده که توسط طرف چینی سازماندهی شده است. محقق آمریکایی لایل جی. گلدشتاین خاطرنشان کرد که اسناد روسی منتشر شده از دوران گلاسنوست تصویری نامطلوب از فرماندهی ارتش سرخ در خاور دور را به تصویر می‌کشد که ژنرال‌های ارشد از آغاز جنگ غافلگیر شده‌اند و واحدهای ارتش سرخ به‌طور تصادفی متعهد به اقدام در یک منطقه هستند. به سبک تکه‌تکه، اما همه اسناد از چینی‌ها به عنوان متجاوزان صحبت می‌کنند.  اکثر مورخان چینی موافقند که در ۲ مارس ۱۹۶۹، نیروهای چینی یک کمین را طراحی و اجرا کردند که شوروی را کاملاً غافلگیر کرد.  دلایل رهبری چین برای انتخاب چنین اقدام تهاجمی علیه شوروی همچنان یک سؤال مورد مناقشه است.
به گفته رابینسون، که تجزیه و تحلیل خود را عمدتاً بر اساس منابع شوروی به دلیل فقدان گزارش‌های واقعی از چینی‌ها در زمان نگارش این مقاله استوار کرد، در ۲ مارس حدود ساعت ۱۱:۰۰ نیروهای چینی به یک گشت مرزی ناآگاه شوروی در جزیره کمین کردند. خسارات سنگینی به پاترول وارد کرد. در مدت کوتاهی، نیروهای کمکی شوروی از پاسگاه مجاور رسیدند و ظاهراً چینی‌ها را سرنگون کردند، مدتی آنها را محاصره کردند و سپس چینی‌های باقی مانده را مجبور کردند به سمت بانک عقب‌نشینی کنند. کل نبرد حدود دو ساعت به طول انجامید. هر دو طرف ادعای پیروزی کردند، با این حال، هیچ‌یک از نیروها پس از پایان نبرد به‌طور دائم در جزیره باقی نماند، اگرچه شوروی به‌طور دوره ای به میل خود حرکت می‌کرد.
رابینسون نوشت که مشخص نیست چه کسی نبرد ۱۵ مارس را آغاز کرد. هر دو طرف مدعی شدند که طرف مقابل به گشت زنی آنها در اوایل صبح حمله کرده است. نبرد حدود ساعت ۰۹:۴۵ یا ۱۰:۰۰ با آتش توپخانه بانک چین آغاز شد. در ابتدا نیروهای چینی تاحدودی موفق شدند شوروی را وادار کنند که جزیره را به‌طور کامل ترک کنند یا به منتهی الیه شرقی آن عقب‌نشینی کنند. یک ضد حمله متعاقب توسط تانک‌های روسی و پیاده‌نظام مکانیزه با پشتیبانی سه موج آتش شدید توپخانه در ساعت ۱۳:۰۰ ظاهراً مواضع چینی‌ها را در جزیره شکست و چینی‌ها به مواضع خود عقب‌نشینی کردند. نبرد در ساعت ۱۹ به پایان رسید. شوروی عقب‌نشینی چینی‌ها را با پادگان‌های گسترده جزیره دنبال نکرد، اگرچه به گشت‌زنی شدید ادامه داد.
تفسیر دیگری از وقایع وجود دارد. انقلاب فرهنگی تنش بین چین و شوروی را افزایش داد که منجر به نزاع بین گشت‌های مرزی شد. در ۲۷ دسامبر ۱۹۶۸، چندین خودروی زرهی شوروی در جزیره ژنبائو فرود آمدند و سربازان شوروی از چوب برای ضرب و شتم سربازان چینی استفاده کردند. در ۲۳ ژانویه ۱۹۶۹، درگیری شدید دیگری در جزیره رخ داد و بنا بر گزارش‌ها، ۲۸ سرباز چینی زخمی شدند. از ۶ تا ۲۵ فوریه ۱۹۶۹، پنج حادثه مشابه دیگر رخ داد و تیراندازی در مارس ۱۹۶۹ رخ داد. بر اساس نسخه چینی رویدادها، در ساعت ۰۸:۴۰ روز ۲ مارس ۱۹۶۹، ۳۰ نفر از پرسنل گشت مرزی چین که به دو گروه تقسیم شدند به جزیره نزدیک شدند و حدود ۷۰ سرباز شوروی به همراه یک کامیون و تقویت شده با دو خودروی زرهی در حال تلاش برای به سمت جزیره بودند تا گشت چین را محاصره کنند. چینی‌ها ادعا می‌کنند که شوروی در ساعت ۰۹:۱۷ آتش گشوده است. شوروی با تانک، نفربرهای زرهی (APC) و بمباران توپخانه پاسخ داد. در طی سه روز، PLA با موفقیت نفوذ شوروی را متوقف کرد و در نهایت تمام نیروهای شوروی را از جزیره ژنبائو بیرون کرد. در جریان این درگیری، چینی‌ها دو جوخه پیاده‌نظام تقویت شده را با پشتیبانی توپخانه مستقر کردند. منابع چینی بیان می‌کنند که شوروی حدود ۶۰ سرباز و شش فروند APC آبی خاکی بی‌تی‌آر-۶۰ را مستقر کرد و در حمله دوم، حدود ۱۰۰ سرباز با پشتیبانی ۱۰ تانک و ۱۴ APC شامل توپخانه. PLA دو تا سه ماه برای آن رویارویی آماده شده بود.
از میان یگان‌ها، چینی‌ها ۹۰۰ سرباز را انتخاب کردند که توسط کارکنان ارتش با تجربه رزمی فرماندهی می‌شدند. به آنها آموزش‌های ویژه و تجهیزات ویژه داده شد و مخفیانه به آنها اعزام شدند تا از قبل در جزیره ژنبائو موضع بگیرند. ژنرال چینی چن شیلیان اظهار داشت که چینی‌ها در میدان نبرد به پیروزی آشکاری دست یافته‌اند.
در ۱۵ مارس، حملات اولیه شوروی پس از متحمل شدن خسارات سنگین دفع شد. سربازان مرزی شوروی دوباره نبرد نکردند، یک گردان تحت فرماندهی سرهنگ دوم اسمیرنوف از لشکر ۱۳۵ پیاده‌نظام موتوری وارد حمله شد. این گردان که زیر آتش مسلسل‌های سنگین چینی‌ها قرار گرفت، متحمل خسارات سنگین شد و از جزیره خارج شد. در پایان ۱۵ مارس، ژنرال شوروی اولگ لوسیک دستور استقرار موشک‌اندازهای مخفی "ب‌ام-۲۱ گراد" را صادر کرد. شوروی در درگیری ۹ ساعته با چینی‌ها ۱۰٬۰۰۰ گلوله توپ را همراه با ۳۶ سورتی پرواز شلیک کرد.مقامات شوروی بر این باور بودند که این حمله برای نیروها و تجهیزات چینی ویرانگر بود که توسط منابع چینی قابل تأیید نبود. مواضع خود را در جزیره ترک کردند و شوروی به مواضع خود در ساحل رود اوسوری روسیه عقب‌نشینی کرد. ولادیمیر گورودینسکی ادعا می‌کند که گروه اصلی نیروهای چینی در نزدیکی جزیره به دلیل اشتباه در محاسبه ستاد نیروهای راکتی، در نتیجه استفاده از BM-21 متحمل خسارت قابل توجهی نشده است. وی ادعا می‌کند که پس از ساعت ۲۱:۰۰، چینی‌ها شروع به شلیک خمپاره‌های سنگین نه تنها به سمت جزیره، بلکه به خاک شوروی کردند و سرگرد و. نسوف فرمانده لشکر ۱۳۵ موتوری پیاده‌نظام، مجبور شد به لشکر و مرزبانان دستور دهد تا برای جلوگیری از تلفات، ۴–۵ کیلومتر به داخل خاک عقب‌نشینی کنید. ماکسول خاطرنشان می‌کند که بسیاری از نوشته‌های دانشگاهی دربارهٔ حادثه ژنبائو همچنان استدلال می‌کنند که این حادثه ناشی از یک اقدام تهاجمی غیرقابل تحریک چین است و بی‌تردید اتحاد جماهیر شوروی پیروز بوده است.
در ۱۶ مارس، شوروی برای جمع‌آوری مردگان خود وارد جزیره شد و چینی‌ها سلاح خود را در دست داشتند. در ۱۷ مارس، شوروی تلاش کرد تی-۶۲ از کار افتاده را از جزیره بازیابی کند، اما تلاش آنها توسط توپخانه چینی دفع شد.
در ۲۱ مارس، شوروی یک تیم تخریب را در تلاش برای نابودی تانک فرستاد. چینی‌ها آتش گشودند و تلاش شوروی را خنثی کردند. با کمک غواصان نیروی دریایی چین، PLA تانک T-62 را به خشکی کشید. این تانک بعداً به موزه نظامی چین داده شد.
تا سال ۱۹۹۱، جزیره مورد مناقشه باقی ماند. طبق منابع چینی، چینی‌ها از اوت ۱۹۶۹ پادگان‌هایی ساخته بودند و حضور مستمری در این جزیره داشتند
 ریابوشکین ادعا می‌کند که مرزبانان شوروی به خنثی کردن تمام تلاش‌های چینی‌ها برای فرود آمدن در آن تا ۱۰ سپتامبر ادامه دادند تا زمانی که به آنها دستور آتش‌بس داده شد و عملاً جزیره را تسلیم کردند تا برای مذاکرات کوسیگین-ژو که در ۱۱ سپتامبر اتفاق افتاد.

### قهرمانان رزمی شوروی
پنج سرباز شوروی به دلیل شجاعت و دلاوری در جریان درگیری دامانسکی، نشان برتر قهرمان اتحاد جماهیر شوروی را دریافت کردند. سرهنگ دموکرات لئونوف گروه چهار تانک T-62 را در یک ضدحمله در ۱۵ مارس رهبری کرد و هنگامی که یک خودروی منهدم شده را ترک می‌کرد توسط یک تک تیرانداز چینی کشته شد.
ستوان ارشد ویتالی بوبنین یک مأموریت امدادی متشکل از ۲۳ سرباز از پاسگاه مرزبانی مجاور را رهبری کرد و یک یورش BTR-60 را به عقب چین انجام داد که ظاهراً ۲۴۸ مهاجم را کشته بودند. گروهبان جوان یوری بابانسکی فرماندهی را در نبرد در ۲ مارس به عهده گرفت، زمانی که دشمن برتری ۱۰–۱ داشت و هنگامی که ستوان ارشد استرلنیکوف کشته شد. بابانسکی بعداً تیم‌های جستجو و نجات جنگی را رهبری کرد که اجساد استرلنیکوف و لئونوف را بیرون آوردند. گروهبان جوان ولادیمیر اورخوف در نبرد ۱۵ مارس شرکت کرد. به عنوان یک مسلسل، او بخشی از اولین خط حمله علیه نیروهای چینی مستقر در جزیره بود. لانه مسلسل دشمن را ویران کرد و دو بار مجروح شد اما به مبارزه ادامه داد تا اینکه بر اثر جراحات جان باخت. به ۵۴ سرباز و افسر نشان‌های عالی نظامی لنین، پرچم سرخ، ستاره سرخ و شکوه و مدال‌های "شجاعت" و "برای شایستگی نبرد" به ۹۴ مرزبان و سرباز اهدا شد.

### قهرمانان رزمی چینی
در جریان درگیری‌های جزیره ژنبائو با ارتش شوروی در مارس ۱۹۶۹، یک تیم RPG چینی، Hua Yujie و دستیارش Yu Haichang چهار APC شوروی را منهدم کردند و بیش از ده کشته به دست آوردند. هوآ و یو نشان «قهرمان مبارزه» را از CMC دریافت کردند و اقدام آنها بر روی تمبر پستی به یادگار ماند.

## مرز غربی: سین کیانگ (۱۹۶۹)
درگیری‌های مرزی بیشتر در اوت ۱۹۶۹ رخ داد که اکنون در امتداد بخش غربی مرز چین و شوروی در سین‌کیانگ است. پس از حوادث تاسیتی و باچا دائو، سرانجام حادثه تیلیکتی رخ داد و ۲۸ سرباز چینی کشته شدند. تشدید تنش‌ها چشم‌انداز جنگ هسته‌ای همه‌جانبه بین چین و اتحاد جماهیر شوروی را افزایش داد.

## دیپلماسی
در ۱۷ مارس ۱۹۶۹، نشست اضطراری پیمان ورشو توسط برژنف با هدف محکومیت چین در بوداپست برگزار شد. چائوشسکوی رومانی، علیرغم فشارهای زیاد شوروی، از امضای بیانیه محکومیت چین خودداری کرد. ناسازگاری چائوشسکو منجر به صدور بیانیه ای نشد که به‌طور گسترده به عنوان یک شکست دیپلماتیک شوروی تلقی شد. روز بعد، جلسه ای از هیئت‌های نمایندگی ۶۶ حزب کمونیست در مسکو در مورد مقدمات یک اجلاس جهانی در مسکو در ۵ ژوئن ۱۹۶۹ بحث و گفتگو کرد. یک طرح شوروی برای محکوم کردن چین با شکست مواجه شد و هیئت‌های نمایندگی احزاب کمونیست رومانی، ایتالیا، اسپانیا، سوئیس و اتریش همگی از موضع چین حمایت کردند که این اتحاد جماهیر شوروی بود که به چین حمله کرده بود، نه برعکس. 
در ۲۱ مارس، الکسی کوسیگین، نخست‌وزیر شوروی، سعی کرد با مائو تماس بگیرد تا در مورد آتش‌بس گفتگو کند. اپراتور چینی که تماس کوسیگین را پذیرفت، او را «عنصر تجدیدنظرطلب» نامید و تلفن را قطع کرد. ژو که می‌خواست پیشنهاد آتش‌بس کوسیگین را قبول کند، از آنچه به‌عنوان بی‌احتیاطی مائو تلقی می‌کرد، شوکه شد: «دو کشور در حال جنگ هستند، نمی‌توان پیام‌رسان را قطع کرد». دیپلمات‌های سفارت اتحاد جماهیر شوروی در پکن بیشتر روز ۲۲ مارس را بیهوده برای دستیابی به شماره تلفن خصوصی مائو صرف کردند تا کوسیگین بتواند با او تماس بگیرد و دربارهٔ صلح صحبت کند.  در ۲۲ مارس، مائو با چهار مارشال که سربازان چینی را در مناطق مرزی با اتحاد جماهیر شوروی فرماندهی می‌کردند، ملاقاتی داشت تا مقدمات یک جنگ همه‌جانبه احتمالی را آغاز کند. ژو بارها از مائو خواست تا دربارهٔ آتش‌بس گفتگو کند، اما با امتناع مائو از تماس تلفنی با کوسیگین موافقت کرد. در تلاش برای آرام کردن ژو، مائو به او گفت: «فوراً برای انجام مذاکرات دیپلماتیک آماده شوید.» 
بین ۱ و ۲۴ آوریل، نهمین کنگره حزب کمونیست چین برگزار شد و مائو رسماً پایان انقلاب بزرگ فرهنگی پرولتری را که در می ۱۹۶۶ آغاز کرده بود، اعلام کرد. علیرغم پایان رسمی انقلاب فرهنگی، کنگره پیروان جناح‌های افراطی چپ مرتبط با همسر قدرتمند مائو، جیانگ چینگ، و وزیر دفاع لین بیائو را به سمت‌های کلیدی انتخاب کرد. جیانگ و لین هر دو طرفدار یک خط سخت در قبال اتحاد جماهیر شوروی بودند. 
در همین حال، مائو دستور آماده‌سازی برای «دفاع در عمق» در امتداد مرز را صادر کرده بود زیرا ترس واقعی از تبدیل شدن بحران مرزی به جنگ همه‌جانبه به وجود آمده بود. در اول ماه مه، در تلاشی برای ترمیم وجهه چین در خارج از کشور، که توسط انقلاب فرهنگی به شدت آسیب دیده بود، مائو از دیپلمات‌های چند کشور جهان سوم دعوت کرد تا در جشن اول ماه مه در پکن شرکت کنند.  مائو از دیپلمات‌های گردآمده رسماً به خاطر حملات گارد سرخ به دیپلمات‌ها در چین و درهم شکستن سفارت‌ها در پکن در سال ۱۹۶۷ عذرخواهی کرد. مائو مدعی شد که از این واقعیت که گارد سرخ در طول انقلاب فرهنگی، خارجی‌های ساکن چین را مورد ضرب و شتم و گاه قتل قرار داده بود، بی اطلاع است. همچنین، مائو اعلام کرد که برای اولین بار پس از انقلاب فرهنگی، سفیران خود را برای نمایندگی چین در خارج از کشور می‌فرستد (بیشتر سفرای چین در طول انقلاب فرهنگی فراخوانده و اعدام شده بودند و هیچ جایگزینی برای آنها ارسال نشده بود). در آن زمان، مائو احساس کرده بود که انزوای چین ناشی از انقلاب فرهنگی به یک مشکل تبدیل شده است، زیرا چین اکنون در آستانه جنگ با اتحاد جماهیر شوروی قرار دارد. 
در ۵ ماه مه، کوسیگین به هند سفر کرد که به شدت مخالف چین بود تا با نخست‌وزیر ایندیرا گاندی در مورد امکان اتحاد شوروی و هند علیه چین گفتگو کند. بین ۱۴ و ۱۹ می، نیکولای پودگورنی از کره شمالی دیدن کرد تا کیم ایل سونگ را از چین دور کند. کیم از دور شدن از چین خودداری کرد و در حمایت از مائو، کره شمالی هیچ هیئتی را به کنفرانس جهانی احزاب کمونیست که در ماه ژوئن در مسکو برگزار شد، اعزام نکرد. 
در ۱۷ ژوئن، رهبر اکثریت سنای ایالات متحده، مایک منسفیلد، که مدت‌ها از طرفداران عادی‌سازی روابط آمریکا با چین بود، با مشورت کاخ سفید نامه‌ای نوشت و از مائو خواست به او اجازه دهد به چین سفر کند و با مائو دیدار کند. در مورد اقداماتی برای بهبود روابط چین و آمریکا گفتگو کند.  نامه به نورودوم سیهانوک پادشاه کامبوج فرستاده شد تا آن را به مائو منتقل کند و تا ۲۶ جولای نامه منسفیلد به پکن رسیده بود. پاسخ چین تند بود و ژو سخنرانی کرد و ایالات متحده را به «تجاوز» در ویتنام و «اشغال» تایوان متهم کرد، که ژو به حق بخشی از چین است. در اول اوت، ریچارد نیکسون، رئیس‌جمهور ایالات متحده، از پاکستان، متحد نزدیک چین بازدید کرد، زیرا هر دو ضد هند بودند، تا از ژنرال یحیی خان بخواهد که پیامی به مائو بدهد که می‌خواهد روابط با چین را عادی کند، به ویژه به دلیل بحران با چین. اتحاد جماهیر شوروی 
در ۲ تا ۳ اوت، نیکسون از رومانی دیدن کرد تا با چائوشسکو ملاقات کند و از او بخواهد که همان پیام را به مائو منتقل کند.  چائوشسکو با این کار موافقت کرد و در ۷ سپتامبر، یون گئورگه ماورر، نخست‌وزیر رومانی، که برای شرکت در مراسم تشییع جنازه هوشی مین در هانوی بود، ژو را به کناری برد تا به او بگوید که نیکسون خواستار گشایش در چین است. 

## پس از درگیری
درگیری‌های ساحل رودخانه اوسوری در مارس ۱۹۶۹، صفحه مهمی در تاریخ جنگ سرد بود. انشقاق چین و شوروی کامل شد و چین در بحران‌هایی مانند افغانستان دهه بعد کنار غرب قرار گرفت و شوروی ناچار شد بخش بزرگی از ارتشش را به جای اروپای شرقی در مرزهایش با چین مستقر کند. جزیره دامانسکی (ژنبائو) تا چند ماه «سرزمین هیچ‌کس» و خارج از کنترل طرفین ماند. سرانجام پس از گفتگوهایی بین دو طرف متخاصم، نیروهای شوروی فرمان آتش‌بس گرفتند و چینی‌ها در ۱۰ سپتامبر همان سال وارد آن شدند.